# Straßenkappe

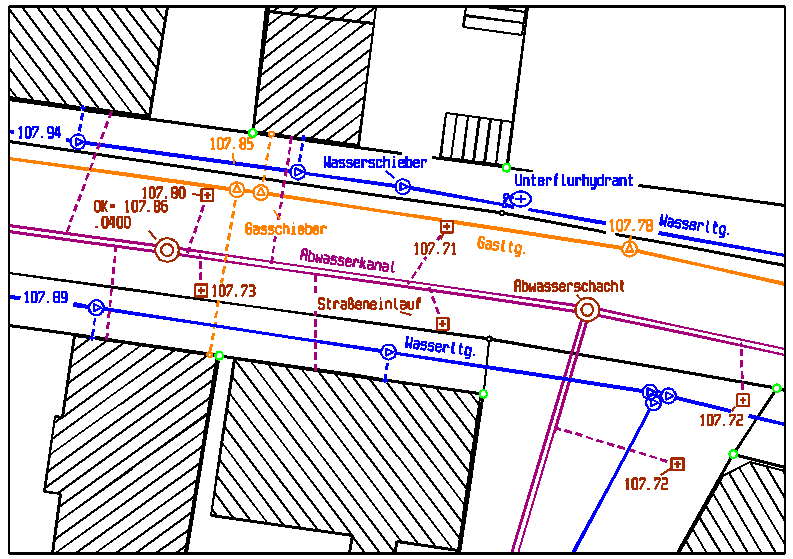
Darstellung von Armaturen in einem Leitungsplan

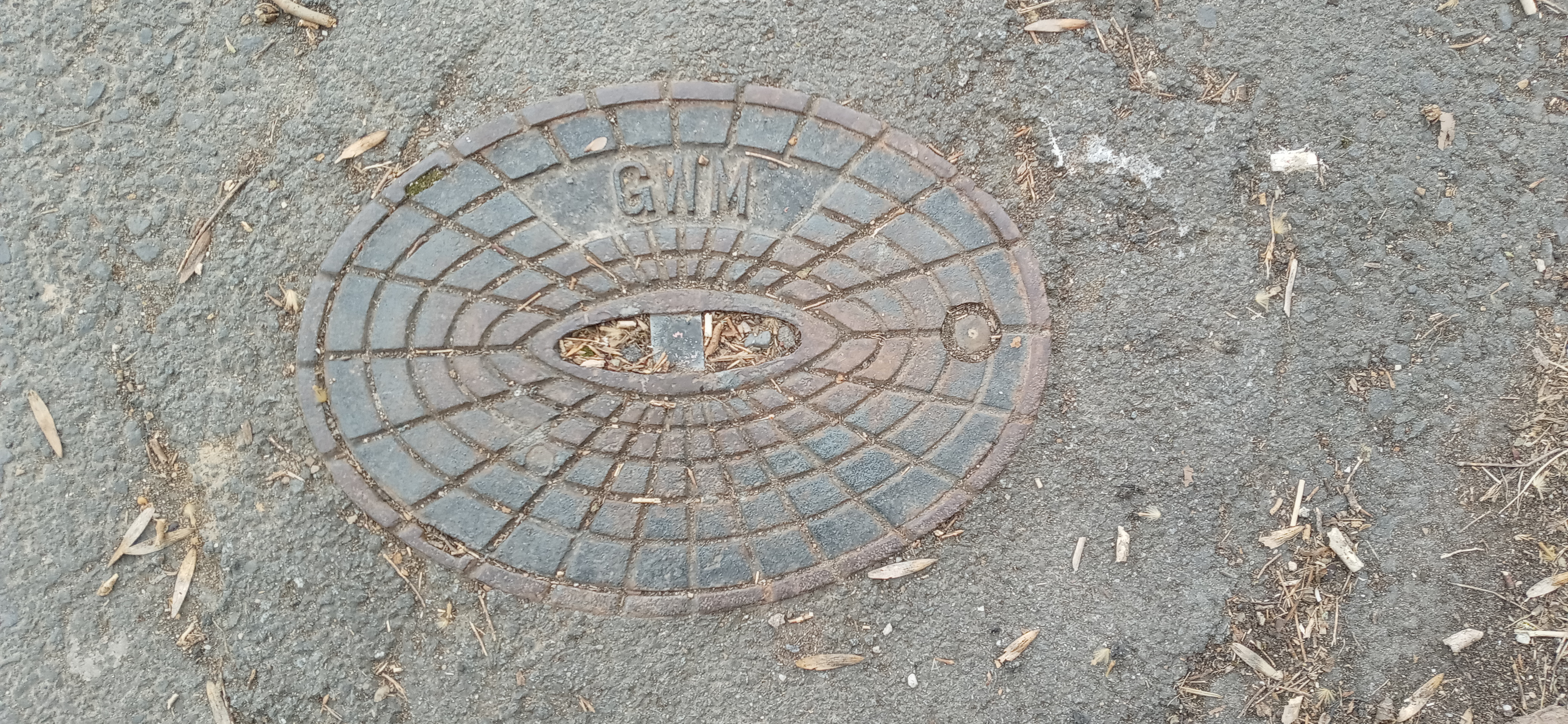
Grundwassermesspunkt in Frankfurt

Die Straßenkappe (auch Schieberkasten, Hydrantenkasten, Schieberkappe, Hydrantenkappe) zählt neben der Schachtabdeckung zu den Straßeneinbauten. Es handelt sich dabei um einen kleinen Schutzschacht, der dazu dient, unterhalb der Straßenoberfläche eingebaute Armaturen von Wasser-, Abwasser-, Gas- oder Fernwärmeleitungen leicht zugänglich und bedienbar zu machen. Die Kappen sitzen im Straßenbereich ungefähr senkrecht über den Armaturen der Leitungen. Hauptsächlich handelt es sich dabei um Absperrschieber für abgehende Hausanschlussleitungen, zur Trennung von Leitungsabschnitten, oder um Anschlüsse zur Wasserentnahme als Unterflurhydranten (siehe Ausschnitt aus einem Leitungsplan). Auch kann eine Grundwassermessstelle ebenerdig verbaut sein.
In der Regel bestehen Straßenkappen aus einem hohlzylindrischen Rahmen, der auf Oberseite mit einem Deckel abgeschlossen wird. Die Herstellung der Straßenkappen erfolgt entweder aus Gusseisen oder Kunststoff. Neben Straßenkappen mit starrem Rahmen gibt es auch solche, die in ihrer Höhe verstellbar sind und insbesondere bei Asphaltstraßenbau zur Anwendung kommen. Auf diese Weise lassen sich die Straßenkappen oberflächenbündig einbauen. Um ein Absinken aufgrund der Belastungen aus dem Fahrzeugverkehr zu verhindern, wird die Straßenkappe beim Einbau auf eine so genannte Tragplatte aus Beton oder Kunststoff (früher auch Holz) in die ungebundene Tragschicht gesetzt.

## Eigenschaften
Die Straßenkappe besteht aus einem runden, rechteckigen oder ovalen Guss- oder Kunststoffrahmen mit eingelegtem Deckel, in dem sich ein Steg zum Ausheben des Deckels befindet. Das Ausheben des Deckels erfolgt in der Regel mit einem Kappenhammer, einem Schieberschlüssel bzw. Hydrantenschlüssel, der auch zur Betätigung der Armatur verwendet werden kann. Die Deckel sind meist mit einem Dorn oder mit einer Kette am Rahmen befestigt. Auf dem Deckel befinden sich oftmals Angaben zur darunterliegenden Armatur (wie etwa HYDRANT) oder der Namen des Versorgungsunternehmens.

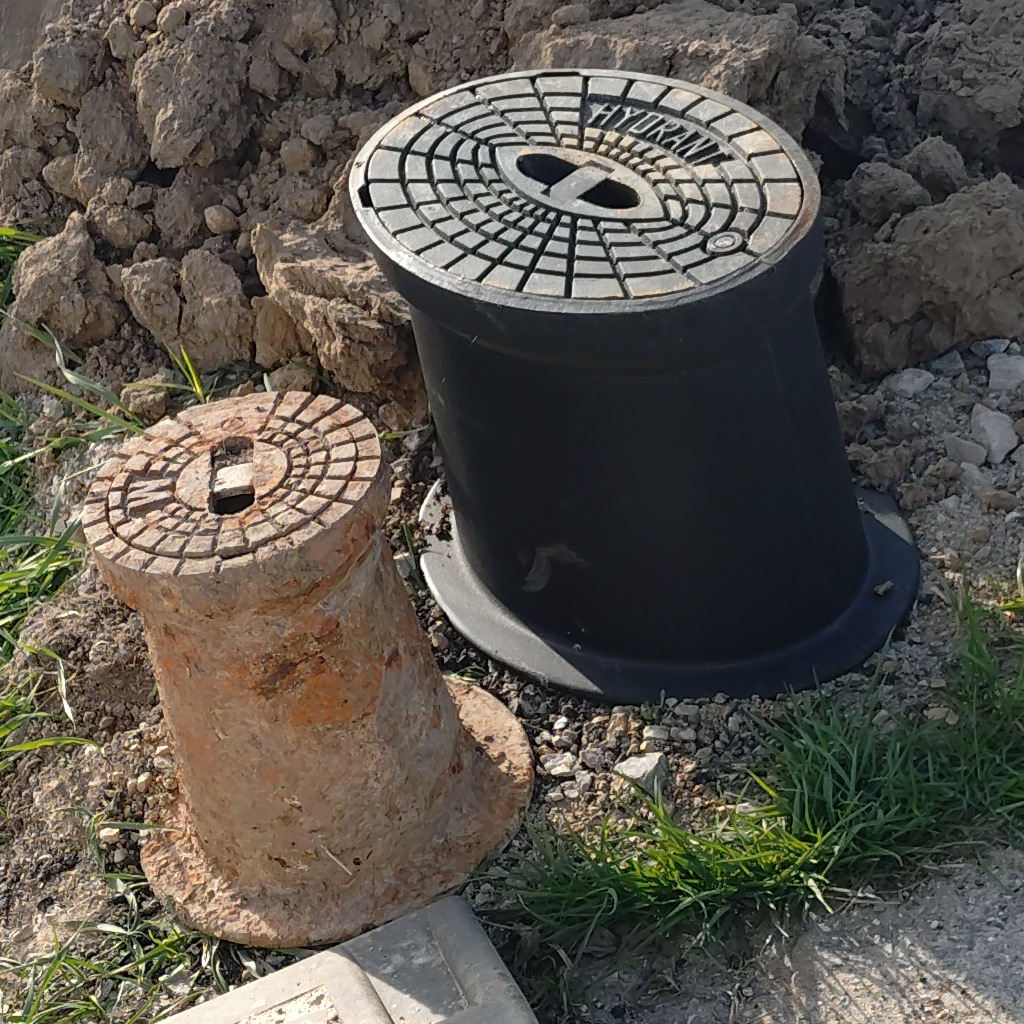
Straßenkappen für Wasserleitungs-Absperrschieber (rund) und Hydrant (oval)
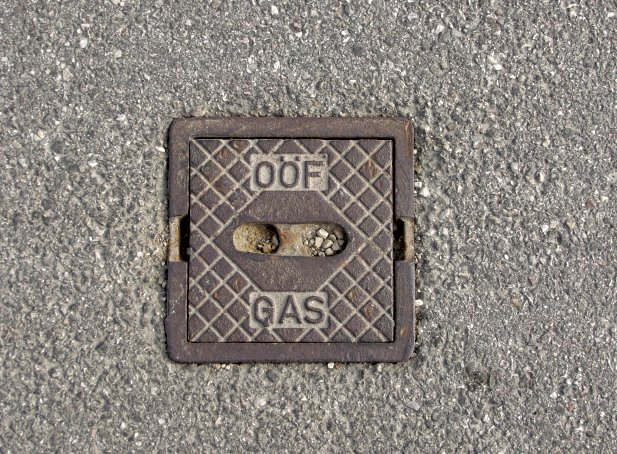
Straßenkappe quadratisch für Gasleitungs-Absperrschieber
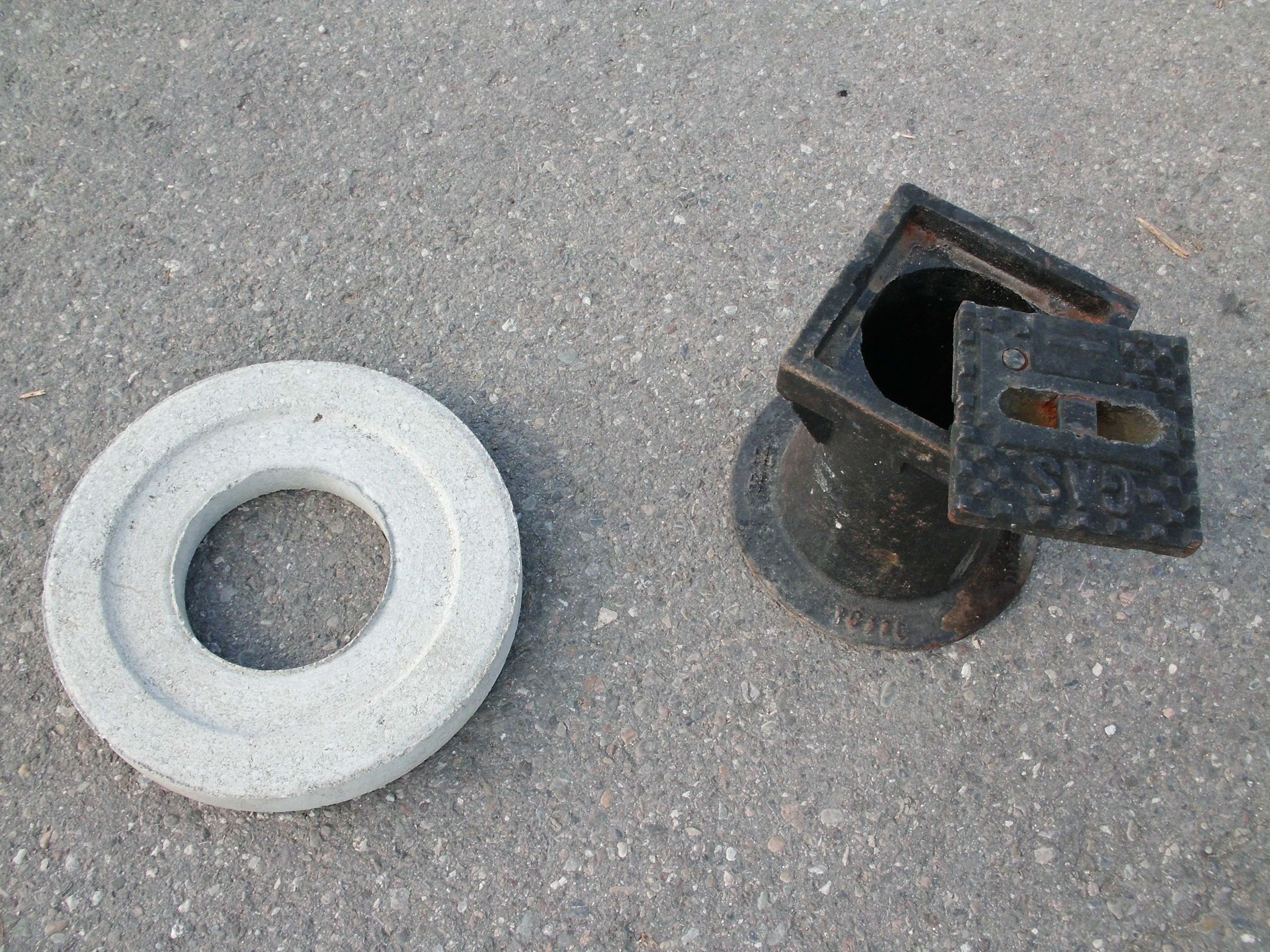
Starre Straßenkappe (Gasschieber) mit geöffnetem Deckel und Tragplatte
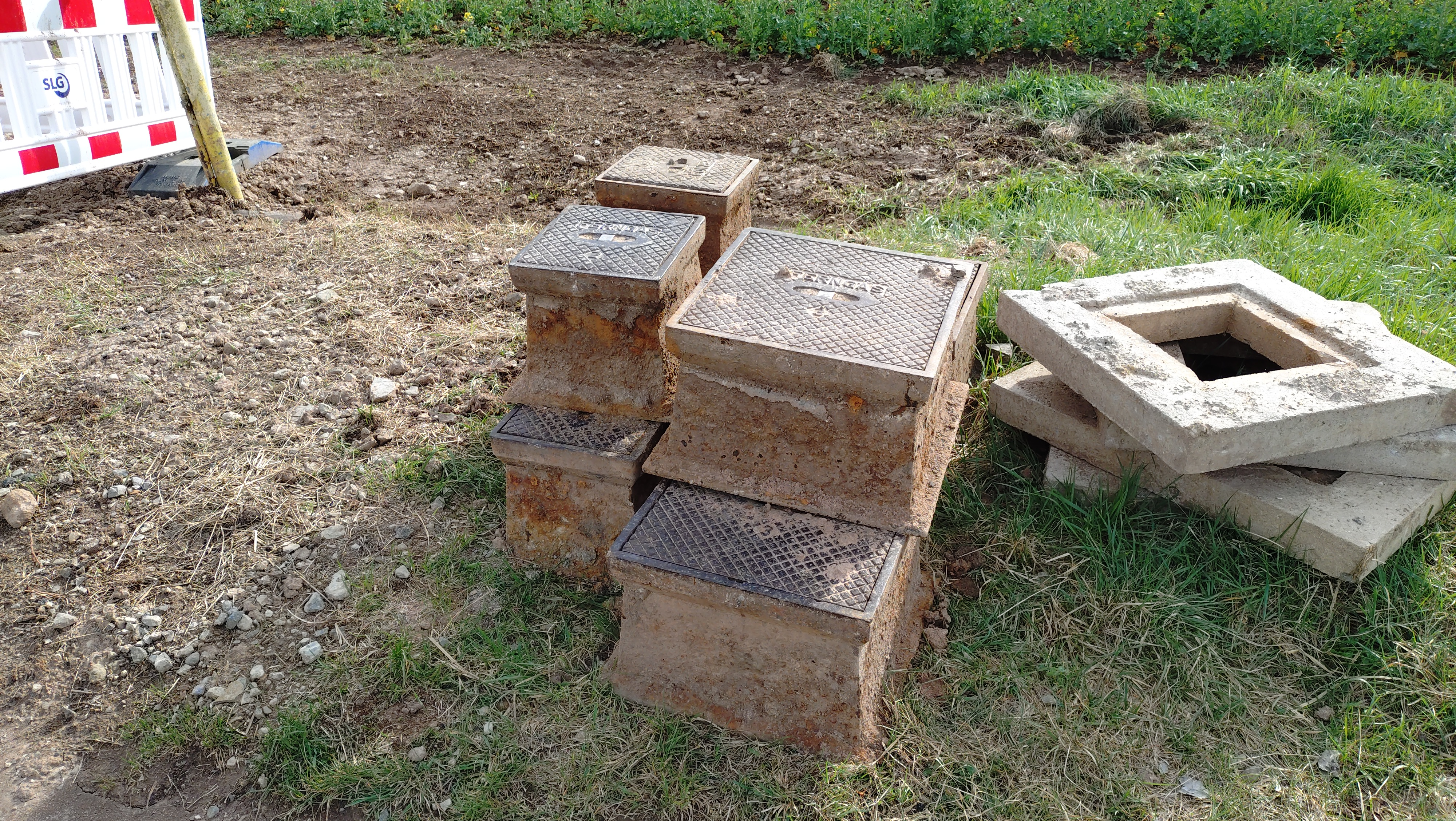
Straßenkappe rechteckig für Ferngasleitung
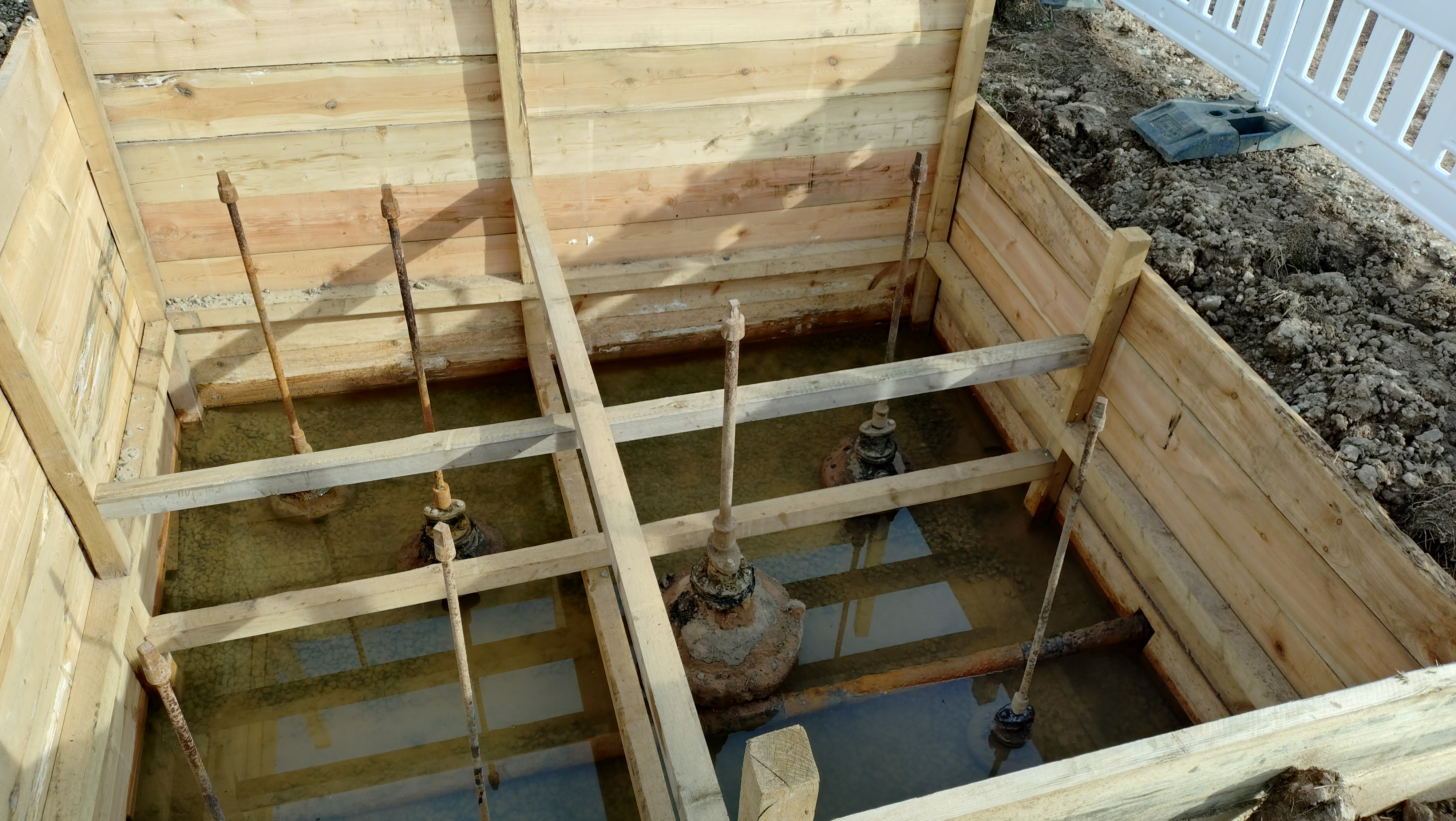
Gasarmatur in/unter der Straßenkappe

War der ursprüngliche Werkstoff von Straßenkappen Grauguss, so werden die Kappen seit etwa 20 Jahren auch aus Kunststoff hergestellt. Üblicherweise kommen derzeit vorwiegend zwei Kunststoffsorten zum Einsatz. Zum einen erfolgt die Herstellung aus Polyethylen (PE) und zum anderen aus Polyamid (PA 6.6). Die Hersteller mischen Glasfasern mit einem Anteil von 3 bis 30 % bei, um eine Erhöhung der statischen Werte (Verringerung des Abriebs) herbeizuführen. Eine Formveränderung bei Erhitzung tritt nur bei Polyethylen auf. Polyamid ist auf Grund seiner wesentlich höheren Warmverformungstemperatur beim Einbau im Asphalt stabil.
Straßenkappen aus Grauguss widerstehen aufgrund ihres höheren Gewichts dem Sog unter dem Kraftfahrzeugverkehr besser als Kunststoffstraßenkappen, allerdings entsteht oftmals ein Klappergeräusch beim Überfahren. Vorteilhaft bei Straßenkappen aus Grauguss ist die Eigenschaft, dass diese von der Feuerwehr eingeschlagen werden können (im Gegensatz zu glasfaserarmierten Straßenkappen), falls der Deckel aufgrund von Korrosion festsitzt.

## Kennzeichnung

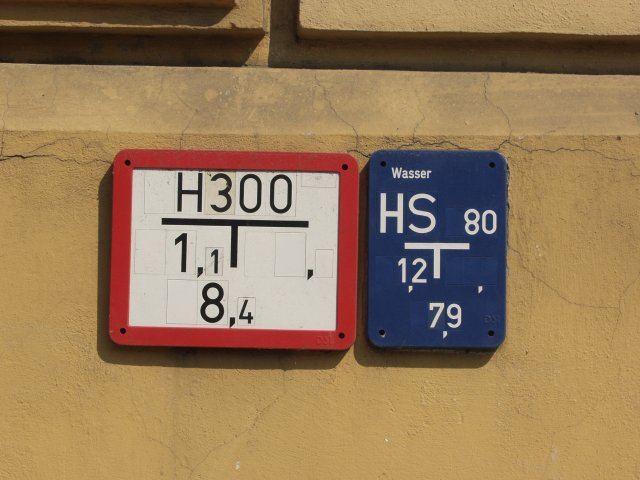
Hinweisschilder für Straßenkappen

Um Straßenkappen leicht und schnell auffindbar zu machen (insbesondere bei geschlossener Schnee- bzw. Eisdecke), wird deren Lage mit Hilfe entsprechender Hinweisschilder angezeigt.

## Normen und Standards
In Deutschland (Österreich und die Schweiz lehnen sich an die unten aufgeführten Normen an) gelten für Straßenkappen folgende Normen:
- DIN 3580 – Straßenkappen und Tragplatten; Anforderungen und Prüfungen; Technische Regel des DVGW
- DIN 3581 – Gasleitungen; Straßenkappe Größe 1
- DIN 3582 – Gasleitungen; Straßenkappe Größe 2
- DIN 3583 – Gasleitungen; Straßenkappe Größe 3
- DIN 3584 – Gasleitungen; Straßenkappe Größe 4
- DIN 3585 – Gasleitungen; Straßenkappe Größe 5
- DIN 4055 – Wasserleitungen; Straßenkappe für Unterflurhydranten; Technische Regel des DVGW
- DIN 4056 – Wasserleitungen; Straßenkappen für Absperrarmaturen; Technische Regel des DVGW
- DIN 4057 – Wasserleitungen; Straßenkappe für Anbohrarmaturen; Technische Regel des DVGW
- DVGW-VP 310-1 – Straßenkappen mit Gehäusen aus unvernetztem Polyethylen in der Gas- und Wasserversorgung; Anforderungen und Prüfungen